# 马修·尼尔森
马修·彼得·尼尔森（英語：Matthew Peter Nielsen，1978年2月3日—），澳大利亚前职业篮球运动员、教练，曾代表澳大利亚参加2012年夏季奥运会男子篮球比赛。2015年至2019年间，他担任澳大利亚国家篮球联赛（NBL）珀斯野猫队的助理教练。 